# Oberstaufen
Oberstaufen é um município da Alemanha, situado no distrito de Oberallgäu, no estado da Baviera. Tem 125,84 km² de área, e sua população em 2019 foi estimada em 7.822 habitantes.